# Suki
Singles de Kana Nishino
Darling
(2014) Moshimo Unmei no Hito ga Iru no Nara
(2015)
Pistes de with LOVE
Love Is All We Need Gomen ne
Suki (好き) est le 25e single de la chanteuse de J-pop Kana Nishino.

## Présentation
Il est sorti sous le label SME Records Inc. le 15 octobre 2014 au Japon. Il sort au format CD et CD+DVD. Il atteint la 9e position à l'Oricon. Il se vend à 16 279 exemplaires la première semaine et reste classé 6 semaines pour un total de 24 803 exemplaires vendus. Suki a été utilisée comme thème musical pour l'émission Mezamashi Television. La chanson Suki se trouve sur l'album with LOVE.

## Pistes
Toutes les paroles sont écrites par Kana Nishino.
| 1. | Suki (好き) | SAEKI youthK                | Pochi          |  |
| 2. | Never Know  | Mats Lie Skare Lisa Desmond | Mats Lie Skare |  |
| 3. | I Say No    | Jeff Miyahara               | Jeff Miyahara  |  |

| 1. | Behind the scenes of "Suki" Photo Session |  |
| 2. | Special interview                         |  |